# Tiro nos Jogos Olímpicos de Verão de 2020 - Pistola de ar 10 m feminino
A competição da pistola de ar 10 m feminino do tiro nos Jogos Olímpicos de Verão de 2020 foi disputada em 25 de julho de 2021 no Campo de Tiro de Asaka, em Tóquio. Um total de 53 atiradoras de 37 Comitês Olímpicos Nacionais (CON) participaram do evento.

## Qualificação
O período de qualificação começou com o Campeonato Mundial de 2018 em Changwon, Coreia do Sul, que foi concluído em 15 de setembro. Por todo o processo, as vagas foram geralmente concedidas para as atiradoras que vencessem uma etapa da Copa do Mundo da ISSF ou ficassem em uma posição de destaque na mesma competição ou em eventos continentais (África, Europa, Ásia, Oceania e Américas).
Após a conclusão do período de qualificação e o recebimento da lista oficial de vagas pelos Comitês Olímpicos Nacionais (CON), a ISSF considerou as posições no ranking mundial para cada evento individual. As atiradores melhores colocados ainda não qualificadas e cujo CON também não tivesse uma quota no evento obtiveram uma vaga direta. O Japão também teve uma vaga garantida como país sede.

## Calendário
Horário local (UTC+9)
| Data                | Horário | Fase         |
| ------------------- | ------- | ------------ |
| 25 de julho de 2021 | 9:00    | Qualificação |
| 25 de julho de 2021 | 11:15   | Final        |

## Medalhistas
| Ouro   | ROC Vitalina Batsarashkina |
| Prata  | BUL Antoaneta Kostadinova  |
| Bronze | CHN Jiang Ranxin           |

## Recordes
Antes desta competição, os seguintes recordes eram estabelecidos:
| Recordes da qualificação | Recordes da qualificação | Recordes da qualificação | Recordes da qualificação | Recordes da qualificação |
| ------------------------ | ------------------------ | ------------------------ | ------------------------ | ------------------------ |
| Recorde mundial          | Anna Korakaki            | 587                      | Fort Benning             | 12 de maio de 2018       |
| Recorde olímpico         | Não estabelecido         | –                        | –                        | –                        |

| Recordes da final | Recordes da final | Recordes da final | Recordes da final | Recordes da final   |
| ----------------- | ----------------- | ----------------- | ----------------- | ------------------- |
| Recorde mundial   | Zorana Arunović   | 246,9             | Maribor           | 11 de março de 2017 |
| Recorde olímpico  | Não estabelecido  | –                 | –                 | –                   |

Após a competição, os seguintes recordes foram estabelecidos:
| Recorde          | Tipo         | Atirador(a)                | Marca | Local  | Data                |
| =                | Qualificação | CHN Jiang Ranxin           | 587   | Tóquio | 25 de julho de 2021 |
| Recorde olímpico | Qualificação | CHN Jiang Ranxin           | 587   | Tóquio | 25 de julho de 2021 |
| Recorde olímpico | Final        | ROC Vitalina Batsarashkina | 240,3 | Tóquio | 25 de julho de 2021 |

## Resultados

### Qualificação
| Pos. | Atiradora                   | 1  | 2  | 3  | 4  | 5  | 6   | Total | 10x | Notas |
| ---- | --------------------------- | -- | -- | -- | -- | -- | --- | ----- | --- | ----- |
| 1    | CHN Jiang Ranxin            | 97 | 97 | 98 | 98 | 97 | 100 | 587   | 23  | Q, =, |
| 2    | GRE Anna Korakaki           | 97 | 97 | 96 | 99 | 98 | 98  | 585   | 28  | Q     |
| 3    | ROC Vitalina Batsarashkina  | 95 | 97 | 97 | 99 | 98 | 96  | 582   | 19  | Q     |
| 4    | CHN Lin Yuemei              | 94 | 98 | 96 | 99 | 98 | 98  | 579   | 14  | Q     |
| 5    | FRA Mathilde Lamolle        | 99 | 95 | 95 | 94 | 99 | 96  | 578   | 19  | Q     |
| 6    | BUL Antoaneta Kostadinova   | 96 | 97 | 94 | 97 | 96 | 98  | 578   | 13  | Q     |
| 7    | UKR Olena Kostevych         | 96 | 94 | 98 | 95 | 98 | 96  | 577   | 15  | Q     |
| 8    | FRA Céline Goberville       | 96 | 95 | 97 | 97 | 96 | 96  | 577   | 15  | Q     |
| 9    | MGL Tsolmonbaataryn Anudari | 96 | 97 | 95 | 97 | 97 | 94  | 576   | 22  |       |
| 10   | IRI Haniyeh Rostamiyan      | 96 | 96 | 96 | 96 | 94 | 98  | 576   | 19  |       |
| 11   | BLR Viktoria Chaika         | 96 | 96 | 96 | 97 | 98 | 93  | 576   | 17  |       |
| 12   | IND Manu Bhaker             | 98 | 95 | 94 | 95 | 98 | 95  | 575   | 14  |       |
| 13   | IND Yashaswini Deswal       | 94 | 98 | 94 | 97 | 96 | 95  | 574   | 11  |       |
| 14   | TPE Wu Chia-ying            | 94 | 93 | 97 | 96 | 95 | 98  | 573   | 18  |       |
| 15   | AUT Sylvia Steiner          | 93 | 94 | 96 | 97 | 95 | 98  | 573   | 16  |       |
| 16   | KOR Choo Ga-eun             | 95 | 95 | 93 | 97 | 97 | 96  | 573   | 16  |       |
| 17   | SRB Zorana Arunović         | 96 | 97 | 96 | 95 | 94 | 95  | 573   | 13  |       |
| 18   | ARM Elmira Karapetyan       | 94 | 98 | 95 | 96 | 92 | 98  | 573   | 12  |       |
| 19   | LAT Agate Rašmane           | 98 | 95 | 96 | 95 | 95 | 94  | 573   | 9   |       |
| 20   | GER Carina Wimmer           | 95 | 94 | 93 | 97 | 97 | 95  | 571   | 18  |       |
| 21   | POL Klaudia Breś            | 95 | 96 | 97 | 96 | 93 | 94  | 571   | 12  |       |
| 22   | THA Tanyaporn Prucksakorn   | 95 | 92 | 97 | 95 | 95 | 96  | 570   | 18  |       |
| 23   | JPN Satoko Yamada           | 92 | 95 | 93 | 98 | 97 | 95  | 570   | 13  |       |
| 24   | KOR Kim Bo-mi               | 91 | 94 | 95 | 97 | 96 | 97  | 570   | 12  |       |
| 25   | TUN Olfa Charni             | 92 | 95 | 97 | 93 | 96 | 97  | 570   | 12  |       |
| 26   | MLT Eleanor Bezzina         | 95 | 94 | 96 | 95 | 96 | 94  | 570   | 12  |       |
| 27   | AUS Elena Galiabovitch      | 94 | 98 | 97 | 94 | 96 | 90  | 569   | 12  |       |
| 28   | SUI Heidi Diethelm Gerber   | 91 | 95 | 93 | 96 | 97 | 97  | 569   | 8   |       |
| 29   | GER Monika Karsch           | 98 | 95 | 96 | 91 | 95 | 93  | 568   | 16  |       |
| 30   | MGL Otryadyn Gündegmaa      | 96 | 95 | 95 | 95 | 92 | 95  | 568   | 12  |       |
| 31   | GEO Nino Salukvadze         | 93 | 92 | 99 | 95 | 95 | 93  | 567   | 15  |       |
| 32   | CUB Laina Pérez             | 96 | 95 | 90 | 95 | 94 | 97  | 567   | 11  |       |
| 33   | SRB Jasmina Milovanović     | 96 | 94 | 92 | 92 | 97 | 95  | 566   | 14  |       |
| 34   | HUN Veronika Major          | 92 | 90 | 97 | 96 | 97 | 94  | 566   | 10  |       |
| 35   | ROC Margarita Chernousova   | 94 | 92 | 93 | 97 | 95 | 94  | 565   | 21  |       |
| 36   | ECU Andrea Pérez Peña       | 95 | 93 | 96 | 95 | 91 | 95  | 565   | 11  |       |
| 37   | ALB Manuela Delilaj         | 93 | 93 | 94 | 95 | 97 | 93  | 565   | 11  |       |
| 38   | USA Alexis Lagan            | 95 | 90 | 91 | 95 | 96 | 93  | 560   | 15  |       |
| 39   | THA Naphaswan Yangpaiboon   | 88 | 94 | 92 | 94 | 95 | 97  | 560   | 13  |       |
| 40   | EGY Radwa Abdel Latif       | 93 | 97 | 90 | 92 | 95 | 93  | 560   | 13  |       |
| 41   | EGY Hala El-Gohari          | 92 | 94 | 95 | 96 | 92 | 91  | 560   | 12  |       |
| 42   | TPE Tien Chia-chen          | 94 | 90 | 94 | 94 | 91 | 96  | 559   | 10  |       |
| 43   | BUL Maria Grozdeva          | 92 | 93 | 91 | 94 | 96 | 93  | 559   | 10  |       |
| 44   | JOR Asma Abu Rabee          | 92 | 95 | 94 | 93 | 91 | 94  | 559   | 8   |       |
| 45   | ECU Diana Durango           | 90 | 95 | 94 | 95 | 93 | 92  | 559   | 8   |       |
| 46   | AUS Dina Aspandiyarova      | 91 | 96 | 94 | 96 | 88 | 93  | 558   | 15  |       |
| 47   | CAN Lynda Kiejko            | 94 | 91 | 93 | 93 | 92 | 95  | 558   | 9   |       |
| 48   | MDA Anna Dulce              | 94 | 93 | 92 | 96 | 90 | 92  | 557   | 12  |       |
| 49   | USA Sandra Uptagrafft       | 92 | 92 | 95 | 94 | 90 | 94  | 557   | 10  |       |
| 50   | JPN Chizuru Sasaki          | 88 | 93 | 96 | 92 | 92 | 95  | 556   | 11  |       |
| 51   | IRQ Fatimah Al-Kaabi        | 93 | 94 | 94 | 92 | 88 | 95  | 556   | 10  |       |
| 52   | YEM Yasameen Al-Raimi       | 91 | 94 | 92 | 90 | 91 | 93  | 551   | 11  |       |
| 53   | MNE Jelena Pantović         | 88 | 87 | 88 | 91 | 92 | 88  | 534   | 7   |       |

### Final
| Pos.              | Atiradora                  | 1    | 2     | 3     | 4     | 5     | 6     | 7     | 8     | 9     | Total | Notas            |
| ----------------- | -------------------------- | ---- | ----- | ----- | ----- | ----- | ----- | ----- | ----- | ----- | ----- | ---------------- |
| Medalha de ouro   | ROC Vitalina Batsarashkina | 51.1 | 101.3 | 120.9 | 139.6 | 159.6 | 179.3 | 199.3 | 219.4 | 240.3 | 240.3 | Recorde olímpico |
| Medalha de prata  | BUL Antoaneta Kostadinova  | 51.1 | 100.7 | 121.1 | 141.5 | 161.4 | 181.8 | 201.3 | 220.3 | 239.4 | 239.4 |                  |
| Medalha de bronze | CHN Jiang Ranxin           | 49.7 | 98.6  | 118.7 | 139.7 | 159.4 | 179.5 | 199.4 | 218.0 | —     | 218.0 |                  |
| 4                 | UKR Olena Kostevych        | 49.5 | 99.2  | 119.7 | 137.8 | 159.4 | 178.4 | 197.6 | —     | —     | 197.6 |                  |
| 5                 | CHN Lin Yuemei             | 49.8 | 98.7  | 118.5 | 138.7 | 158.0 | 176.6 | —     | —     | —     | 176.6 |                  |
| 6                 | GRE Anna Korakaki          | 49.0 | 96.1  | 116.8 | 137.4 | 157.4 | —     | —     | —     | —     | 157.4 |                  |
| 7                 | FRA Mathilde Lamolle       | 46.7 | 95.4  | 115.6 | 134.6 | —     | —     | —     | —     | —     | 134.6 |                  |
| 8                 | FRA Celine Goberville      | 48.7 | 97.9  | 114.9 | —     | —     | —     | —     | —     | —     | 114.9 |                  |